# سیدکلامسر
سیدکلامسر، روستایی است از توابع بخش مرزن‌آباد شهرستان چالوس در استان مازندران ایران.

## جمعیت
این روستا در دهستان کوهستان (چالوس) قرار دارد و براساس سرشماری مرکز آمار ایران در سال ۱۳۸۵، جمعیت آن ۳۲ نفر (۷خانوار) بوده‌است. مردم سیدکلامسر از قومیت طبری هستند. مردم سیدکلامسر به زبان طبری با گویش چالوسی سخن می‌گویند.